# Штемпфли, Якоб
Якоб Штемпфли (нем. Jakob Stämpfli) (23 февраля 1820 года, Янзенхаус, коммуна Венги, кантон Берн, Швейцария — 15 мая 1879 года, Берн, Швейцария) — швейцарский политик, президент. Член Радикально-демократической партии.

## Биография
Сын фермера Якоб Штемпфли обучался праву в университете Берна. После его окончания в 1843 году был адвокатом, затем основал газету "Бернер Цайтунг" и стал её главным редактором. В 26 лет был избран в правительство кантона Берн, где возглавил департамент финансов. В декабре 1854 года избран в Федеральный совет.
- 7 июля — 27 августа 1851 — президент Национального совета парламента Швейцарии.
- 6 декабря 1854 — 31 декабря 1863 — член Федерального совета Швейцарии.
- 1 января — 31 декабря 1855 — вице-президент Швейцарии, начальник департамента (министр) юстиции и полиции.
- 1 января — 31 декабря 1856 — президент Швейцарии, начальник политического департамента (министр иностранных дел).
- 1 января 1857 — 31 декабря 1858 — начальник департамента финансов.
- 1 января — 31 декабря 1858 — вице-президент Швейцарии.
- 1 января — 31 декабря 1859 — президент Швейцарии, начальник политического департамента.
- 1 января 1860 — 31 декабря 1861 — начальник военного департамента.
- 1 января — 31 декабря 1861 — вице-президент Швейцарии.
- 1 января — 31 декабря 1862 — президент Швейцарии, начальник политического департамента.
- 1 января — 31 декабря 1863 — начальник военного департамента.
- 7 июня — 18 сентября 1875 — президент Национального совета парламента Швейцарии.

После отставки в 1863 году участвовал в создании Швейцарского банка и был его первым президентом. В 1872 году избран членом Международного третейского суда по делу «Алабамы».